# Pemalang (onderdistrict)
Pemalang is een onderdistrict (kecamatan) in het regentschap Pemalang in de Indonesische provincie Midden-Java op Java, Indonesië.

## Verdere onderverdeling
Het onderdistrict Pemalang is anno 2010 verdeeld in 20 kelurahan, plaatsen en dorpen:
| Plaats code | Naam kelurahan, plaatsen en dorpen | Inwoners in 2010 |
| ----------- | ---------------------------------- | ---------------- |
| 001         | Banjarmulya                        | 8.064            |
| 002         | Surajaya                           | 7.487            |
| 003         | Pagongsoran                        | 4.030            |
| 004         | Sungapan                           | 2.784            |
| 005         | Paduraksa                          | 5.677            |
| 006         | Kramat                             | 2.396            |
| 007         | Wanamulya                          | 4.549            |
| 008         | Mengori                            | 4.724            |
| 009         | Sewaka                             | 5.269            |
| 010         | Saradan                            | 3.324            |
| 011         | Bojongbata                         | 13.075           |
| 012         | Bojongnangka                       | 10.917           |
| 013         | Tambakrejo                         | 7.117            |
| 014         | Kebondalem                         | 17.011           |
| 015         | Mulyoharjo                         | 22.117           |
| 016         | Pelutan                            | 23.576           |
| 017         | Lawangrejo                         | 3.029            |
| 018         | Sugihwaras                         | 15.731           |
| 019         | Widuri                             | 5,848            |
| 020         | Danasari                           | 6.182            |